# Audiència Nacional
L'Audiència Nacional és un tribunal d'Espanya amb seu a la ciutat de Madrid que té jurisdicció arreu de l'Estat espanyol. Les seves decisions poden ser revocades pel Tribunal Suprem. El jutjat està dividit en diverses sales emplaçades a diverses ubicacions del centre de la vila de Madrid (c. Goya, 14; c. Prim, 12, c. García Gutiérrez, 1...).
Es va fundar el 4 de gener de 1977, data en què es publicaren tres decrets llei on respectivament es dissolia el Tribunal d'Ordre Públic, es creava l'Audiència Nacional, i es traspassaven les competències d'un a l'altra.
En concret, s'ocupa dels delictes de major gravetat i rellevància social com són, entre d'altres, els de terrorisme, crim organitzat, narcotràfic, delictes contra la Corona o els delictes econòmics que causen greu perjudici a l'economia nacional. En matèria contenciosa-administrativa, l'Audiència Nacional fiscalitza les resolucions de l'Administració de l'Estat. En la jurisdicció social s'encarrega, fonamentalment, de les impugnacions de convenis col·lectius d'àmbit territorial superior a una comunitat autònoma o que tindran efecte en l'àmbit territorial superior al d'una Comunitat.

## Origen
L'1 de març de 1940 es va dictar a Espanya la Llei per a la Repressió de la Maçoneria i el Comunisme. Per a executar-la es va fundar el Tribunal Especial de Repressió de la Maçoneria i del Comunisme. Entre 1940 i 1964 va conduir més de 60.000 processos. El Tribunal fou suprimit el 8 de febrer de 1964, i gran part de les seves funcions es van transferir al Tribunal d'Ordre Públic creat el 2 de desembre de 1963. Conegut com a TOP, fou una instància judicial especial existent en la fase final del franquisme. La seva missió va ser la repressió de les conductes que sota aquest règim dictatorial eren considerades delictes polítics i garantir l'estabilitat del règim franquista.
L'Audiència Nacional va ser creada per Reial decret llei el 4 de gener de 1977, el mateix dia en què es suprimia el Tribunal d'Ordre Públic, vigent en els últims anys de la  dictadura franquista i en els primers anys de la  transició. Això ha portat a alguns autors a considerar a l'Audiència Nacional com a successora del TOP, «per jutjar delictes de terrorisme i altres d'àmbit estatal», fet que ha estat negat per altres autors usant dos arguments fonamentalment: l'Audiència Nacional és independent de l'executiu i les seves competències, en part relacionades amb delictes de terrorisme, en res afecten el relacionat amb l'exercici de drets fonamentals.
Durant bona part dels anys 80 i 90 del segle xx va gestionar diversos casos de la banda armada Euskadi Ta Askatasuna, i un cop cessada aquesta activitat, l'Audiència Nacional s'ha centrat en jutjar d'altres successos vinculats a moviments polítics com l'anarquisme, l'independentisme gallec o el català. A data novembre de 2017, 311 presos bascos compleixen sentència signada a l'Audiència Nacional.

## Composició
L'Audiència Nacional està integrada per sis jutjats centrals d'instrucció penal i quatre sales: d'apel·lació, penal, contenciós-administratiu i social. A més, estan adscrits a l'Audiència Nacional 12 jutjats centrals contenciosos, un jutjat central penal i un Jutjat de Menors.

## Presidència
El president de l'Audiència Nacional té la consideració de president de sala del Tribunal Suprem i és el president nat de totes les seves sales. Entre les seves atribucions està convocar i presidir les deliberacions de la Sala de Govern, fixar l'ordre de dia d'aquesta sala, sotmetre totes les propostes considera oportunes, autoritzar els acords, vetllar pel compliment de les mesures adoptades per l'òrgan governatiu, despatxar els informes demanats pel CGPJ i exercir tots els poders dirigits al bon ordre del Tribunal. En l'actualitat (2017) el magistrat José Ramón Navarro Miranda ocupa aquest càrrec.
Llista de presidents
- José Ramón Navarro Miranda (2014-actualitat)[12]
- Ángel Juanes Peces (2009-2014)
- José Carlos Dívar Blanco (2001-2008)
- Clemente Auger Liñán (1992-2001)
- Rafael de Mendizábal Allende (1991-1992)
- Fernando de Mateo Lage (1986-1991)
- Gonzalo de la Concha Pellico (1986)
- Rafael de Mendizábal Allende (1977-1986)
- Ángel Escudero del Corral (1977)

## Sales
Les sales de l'Audiència Nacional són les següents:

### Sala Penal[13]
S'encarrega de delictes especialment rellevants com ara els comesos contra la Família Reial i els Alts Organismes de l'Estat i del Govern, la falsificació de moneda, el tràfic de drogues, els delictes comesos per bandes organitzades i els comesos fora del territori espanyol. També s'encarrega de procediments penals iniciats a l'estranger, dels procediments d'extradició passiva i dels recursos interposats contra les resolucions dels Jutjats Centrals Penals, d'Instrucció i de Menors.

#### Presidents de la Sala Penal
- Concepción Espejel Jorquera (2017-actualitat)
- Fernando Grande-Marlaska (2012-2017)
- Javier Gómez Bermúdez (2004-2012)
- Siro García Pérez (1991-2004)[14]
- Alfonso Villagómez Rodil (1986-1991)[15]
- Gonzalo de la Concha Pellico (1977-1986)[16]

#### Secció Primera
- President: Fernando Grande-Marlaska Gómez
- Magistrats: Manuela Fernández Prado, Ramón Sáez Valcarcel, Nicolás Poveda Peña i Javier Martínez Lázaro

#### Secció Segona
- President: Concepción Espejel Jorquera
- Magistrats: Ángel Hurtado Adrian, Julio de Diego López, Enrique López López i José Ricardo de Prada Solaesa

#### Secció Tercera
- President: Alfonso Guevara Marcos
- Magistrats: Angeles Barreiro Avellaned, Juan Pablo González, Fermín Echarri Casi, Antonio Díaz Delgado i Clara Eugenia Bayarri García

#### Secció Quarta
- President: Ángela Murillo Bordillo
- Magistrats: Juan Francisco Martel Rivero, Carmen Paloma González, Teresa Palacios Criado

### Sala Contenciosa Administrativa
Es pronuncia sobre els recursos d'aquest tipus interposats contra disposicions i actes dels Ministres i els Secretaris d'Estat.

#### Presidents de la Sala Contenciosa Administrativa
- Diego Córdoba Castroverde (2010-actualitat)
- Carlos Lesmes Serrano (2005-2010)
- Eduardo Calvo Rojas (2000-2005)
- José María Álvarez-Cienfuegos Suárez (1998-2000)
- Juan Antonio Rossignoli Just (1990-1998)
- José Gabaldón López (1980-1990)
- Jerónimo Arozamena Sierra (1977-1980)

#### Secció Primera
- President: Eduardo Menéndez Rexach
- Magistrats: Felisa Atienza Rodríguez, Lourdes Sanz Calvo, Fernando de Mateo Menéndez i Juan Pedro Quintana Carretero

#### Secció Segona
- President: Jesus Maria Calderón González
- Magistrats: Manuel Fernandez-Lomana García, Concepción Mónica Montero Elena, Fernando Román García, Trinidad Cabrera Lidueña (suplente)

#### Secció Tercera
- President: José Félix Méndez Canseco
- Magistrats:Francisco Díaz Fraile, Isabel García García-Blanco, Ana Sanguesa Cabezudo

#### Secció Quarta
- President: Asunción Salvo Tambo
- Magistrats:Miguel de los Santos Gandarillas Martos, Ignacio de la Cueva Aleu, Santos Honorio de Castro García, Ana Isabel Martín Valero

#### Secció Cinquena
- President: José Luís Gil Ibáñez
- Magistrats: José María Gil Sáez, Jesús Nicolás García Paredes, Fernando de Benito Moreno, Alícia Sánchez Cordero

#### Secció Sisena
- President: Berta Santillán Pedrosa
- Magistrats: Santiago Pablo Soldevilla Fragoso, Franciso de la Peá Elías, Ana Isabel Resa Gómez, Ramón Castillo Badal

#### Secció Setena
- President: José Luís López-Muñiz Goñi
- Magistrats: Ernesto Mangas González, Begoña Fernández Dozagarat, Jaime Alberto Santos Coronado, Javier Eugenio López Candela

#### Secció Vuitena
- President: Fernando Ruiz Piñeiro
- Magistrats: Mercedes Pedraz Calvo, José Alberto Fernández Rodera, Juan Carlos Fernández de Aguirre Fernández, Ana Isabel Gómez García.

### Sala Social
Ubicada al Carrer Goya 14, s'encarrega dels processos d'impugnació de convenis col·lectius d'àmbit general i d'altres conflictes col·lectius. Els magistrats són Ricardo Bodas Martin, Ramon Gallo Llanos i Emília Ruiz-jarabo Quemada

#### Presidents de la Sala Social
- Ricardo Bodas Martín (2009-actualitat)
- José Joaquín Evaristo Jiménez Sánchez (2004-2009)
- Eustasio de la Fuente González (1999-2004)
- Manuel Iglesias Cabero (1989-1999)

## Jutjats Centrals d'Instrucció
Dins de l'Audiència Nacional s'hi integren els Jutjats Centrals d'Instrucció, ubicats al Carrer García Gutiérrez, 1 que s'encarreguen d'instruir les causes que després seran jutjades a la Sala Penal; i els Jutjats Centrals Penals.

### Jutjat Central d'Instrucció número 1
- Santiago Pedraz (2005-actualitat)
- Guillermo Ruiz de Polanco (1999-2004)
- Juan del Olmo (1998-1999) Interí.
- Javier Gómez de Liaño (1996-1998)
- Carlos Bueren (1986-1996)
- Ricardo Varón Cobos (1979-1986)
- Rafael Gómez Chaparro (1977-1979)

### Jutjat Central d'Instrucció número 2
- Ismael Moreno Chamarro (1989-actualitat)
- Alfredo Vázquez Rivera (1979-1987)
- José Luis Bermúdez de la Fuente (1977-1979)

### Jutjat Central d'Instrucció número 3
- María Tardón Olmos (2018-actualitat)
- Carmen Lamela Díaz (2015-2018)
- Juan Pablo González (2015) interí
- Javier Gómez Bermúdez (2012-2015)
- Fernando Grande-Marlaska (2007-2012)
- Teresa Palacios Criado (1997-2007)
- Miguel Moreiras (1991-1996)
- Rodolfo Soto Vázquez (1987-1990)
- Alfonso Barcala y Trillo Figueroa (1986-1987)
- Luis Lerga Gonzálbez (1983-1986) interí
- Alfonso Barcala y Trillo Figueroa (1979-1983)

### Jutjat Central d'Instrucció número 4
- Fernando Andreu (2002-actualitat)
- Carlos Dívar (1980-2001)

### Jutjat Central d'Instrucció número 5
- José de la Mata Amaya (2015-actualitat)
- Pablo Ruz (2010-2015) Interí
- Fernando Grande-Marlaska (2005-2006) Interí
- Baltasar Garzón (1989-2005; 2006-2010)
- Francisco José Castro Meije (1984-1989)

### Jutjat Central d'Instrucció número 6
- Manuel García-Castellón (2017-actualitat)
- Eloy Velasco (2008-2017)
- Pablo Ruz (2008) Interí
- Juan del Olmo (2000-2008)
- Manuel García-Castellón (1995-2000)

### Juzgado Central Penal
- José Mara Vázquez Honrubia

## Jutjats Centrals Contenciosos Administratius
- Jutjat Central de Contenciós Administratiu número 1: Francisco Javier Sancho Cuesta
- Jutjat Central de Contenciós Administratiu número 2: Luis Manuel Ugarte Oterino
- Jutjat Central de Contenciós Administratiu número 3: Adolfo Serrano De Triana
- Jutjat Central de Contenciós Administratiu número 4: Maria Yolanda De La Fuente Guerrero
- Jutjat Central de Contenciós Administratiu número 5: Emilia Peraile Martinez
- Jutjat Central de Contenciós Administratiu número 6: Luis Carlos De Rozas Curiel
- Jutjat Central de Contenciós Administratiu número 7: Ana Maria Jimena Calleja
- Jutjat Central de Contenciós Administratiu número 8: Celestino Salgado Carrero
- Jutjat Central de Contenciós Administratiu número 9: Eva Maria Alfageme Almena
- Jutjat Central de Contenciós Administratiu número 10: Gregorio Del Portillo Garcia
- Jutjat Central de Contenciós Administratiu número 11: Manuel Ponte Fernandez
- Jutjat Central de Contenciós Administratiu número 12: Fernando Pastor Lope

### Fiscals
A diferència dels jutjats i els tribunals, que són diversos, el Ministeri Fiscal és únic per a tot el territori estatal. Un òrgan del Ministeri Fiscal és la "Fiscalia de l'Audiència Nacional". La Fiscalia de l'Audiència Nacional és competent per a conèixer dels assumptes que corresponguin a aquest òrgan judicial, amb excepció dels que resultin atribuïts a una altra Fiscalia Especial; com, per exemple, la Fiscalia Antidroga i la Fiscalia contra la Corrupció i la Criminalitat Organitzada. D'entre els fiscals que estan o han estat relacionats amb l'Audiència Nacional, es poden citar a:
- Carmen Tagle (fiscal adscrita als casos que tramitava el Jutjat Central d'Instrucció número 5).
- Eduardo Fungairiño (fiscal en cap de l'Audiència Nacional entre 1997 i 2006).
- Ignacio Gordillo (casos de terrorisme i delinqüència econòmica organitzada entre 1980 i 2010).
- L'actual fiscal en cap de l'Audiència Nacional és Jesús Alonso Cristóbal.

## Polèmiques
Algun autor ha defensat que l'existència de l'Audiència Nacional era contrària a la Constitució Espanyola en contravenir el precepte de l'article 24.2 sobre el dret al jutge natural. Aquests autors entenen per tal un que tingui la seva seu al lloc de comissió dels fets, i que per això l'Audiència Nacional seria contrària a la Constitució. No obstant això, el Tribunal Constitucional d'Espanya ha entès que la seva existència no contravé la Constitució Espanyola, ja que aquesta garanteix el dret a un jutge ordinari predeterminat per la llei, és a dir, que no es creï un tribunal específic amb posterioritat al delicte, sinó que sigui un òrgan previst per la llei i dotat de competència amb anterioritat al fet que motiva l'actuació judicial. Entén el Tribunal Constitucional que existeixen supòsits que, en relació amb la seva naturalesa, amb la matèria sobre la qual versen, per l'amplitud de l'àmbit territorial en què es produeixen, i per la seva transcendència per al conjunt de la societat, poden portar raonablement el legislador a fer que la instrucció i l'enjudiciament d'aquests pugui dur-se a terme per un òrgan judicial centralitzat, sense que amb això es contradigui l'art. 152.1 de la Constitució.
Les actuacions de l'Audiència Nacional en matèria antiterrorista i pels delictes d'injúria a la Corona han generat diverses discrepàncies i algunes decisions polèmiques. Destaquen el processament d'Èric Bertran, un adolescent que reclamava l'etiquetatge en català a les empreses mitjançant correus electrònics, el tancament dels diaris bascos Egin i Egunkaria, i el segrest judicial del número 1573 (juliol 2007) de la revista satírica El Jueves amb una il·lustració a la portada que representava els prínceps d'Espanya Felip i Letízia practicant el coit.